# Speed Demon (film)
Speed Demon è un film statunitense del 2003 diretto da David DeCoteau. È un B movie prodotto da The Asylum, società specializzata nelle produzioni di film a basso costo per il circuito direct-to-video.

## Trama
Jesse torna a casa dal college in seguito alla morte del padre meccanico. Riallaccia i rapporti con il fratello Mikey e con la sua banda di automobilisti di muscle-car. Otto, il capo della banda, ha in suo possesso uno "speed demon", un antico demone della velocità legato a un amuleto.
Mikey  sfida Otto ad una gara e resta ucciso quando la sua auto esplode. Addolorato, Jesse scopre un altro amuleto con lo speed demon nella sua casa e effettua un rituale. In seguito, i membri della banda di Otto vengono uccisi uno ad uno da un misterioso automobilista con un casco nero. Otto sfida così Jesse a una resa dei conti. Egli ritiene che Jesse abbia sfruttato la potenza del suo demone della velocità. In realtà, era stata la fidanzata di Jesse ad interpretare il conducente mascherato per tutto il tempo. Alla fine la ragazza elimina anche Otto.

## Produzione
Il film fu prodotto da The Asylum, diretto da David DeCoteau e girato a Los Angeles, in California.
Le musiche sono firmate da Larry Goetz, John Massari e Brian Wisz.

## Distribuzione
Il film è stato distribuito solo per l'home video. Alcune delle uscite internazionali sono state:
- 11 novembre 2003 negli Stati Uniti (Speed Demon)
- in Canada (À la vitesse du diable)
- in Grecia (Kontra me ton thanato)
- in Italia (Speed Demon)

## Promozione
La tagline sono:
- "Fast! Furious! Ferocious!" ("Veloce! Furioso! Feroce!").
- "A demonic force has just been unleashed... ON FOUR WHEELS" ("Una forza demoniaca è appena stata scatenata ... SU QUATTRO RUOTE").

## Critica
Secondo  Rudy Salvagnini (Dizionario dei film horror) il film è "ai vertici della bruttezza". Tra i film di David DeCoteau, Speed Demon si distingue per il fatto di essere noioso e interpretato male oltre che per la regia assolutamente non all'altezza. Il film risulta banale anche perché manca di quei tratti relativi al genere d'exploitation che avrebbero potuto in qualche modo ravvivare la pellicola tamponando in parte i suoi principali macroscopici difetti.